# Zełenyj Dowżok
Zełenyj Dowżok (ukr. Зелений Довжок) – osiedle na Ukrainie, w obwodzie winnickim, w rejonie hajsyńskim, w hromadzie Trościaniec. W 2001 liczyło 43 mieszkańców.